# Sant’Andrea della Zirada
Sant’Andrea della Zirada ist eine Kirche, ehemals mit einem Kloster, im Sestiere Santa Croce in Venedig. Patron der Kirche ist der Hl. Apostel Andreas.

## Geschichte
Die im Nordwesten Venedigs gelegene Kirche war früher von Gärten umgeben. Der ursprüngliche Name der Kirche, die aber wie viele andere Kirchen Venedigs eine andere Bezeichnung erhielt, war Sant’Andrea Apostolo. Die Bezeichnung zirada (ven. für it. girata) steht für die Biegung oder Schleife, die der Canale di Santa Chiara vor der Kirche ausführt und die heute noch Wendepunkt in der historischen Regatta in Venedig ist.
Kirche und Kloster wurden 1329 von den vier adligen Venezianerinnen Francesca Corraro (Correr), Elisabetta Gradenigo, Elisabetta Soranzo und Maddalena Malipiero nebst einem Hospiz für bedürftige Frauen gegründet. Nach dem Tod von Corraro und Gradenigo 1346 schlossen sich Soranzo und Malipiero und ihre Anhänger der Regel des hl. Augustinus an und unterstellten sich dem Patronat des Dogen. Die Unterstützung der Armen wurde bis 1684 fortgesetzt, jeweils drei Konversen wurden kostenlos aufgenommen. Die Kirche ist heute profaniert.

## Architektur

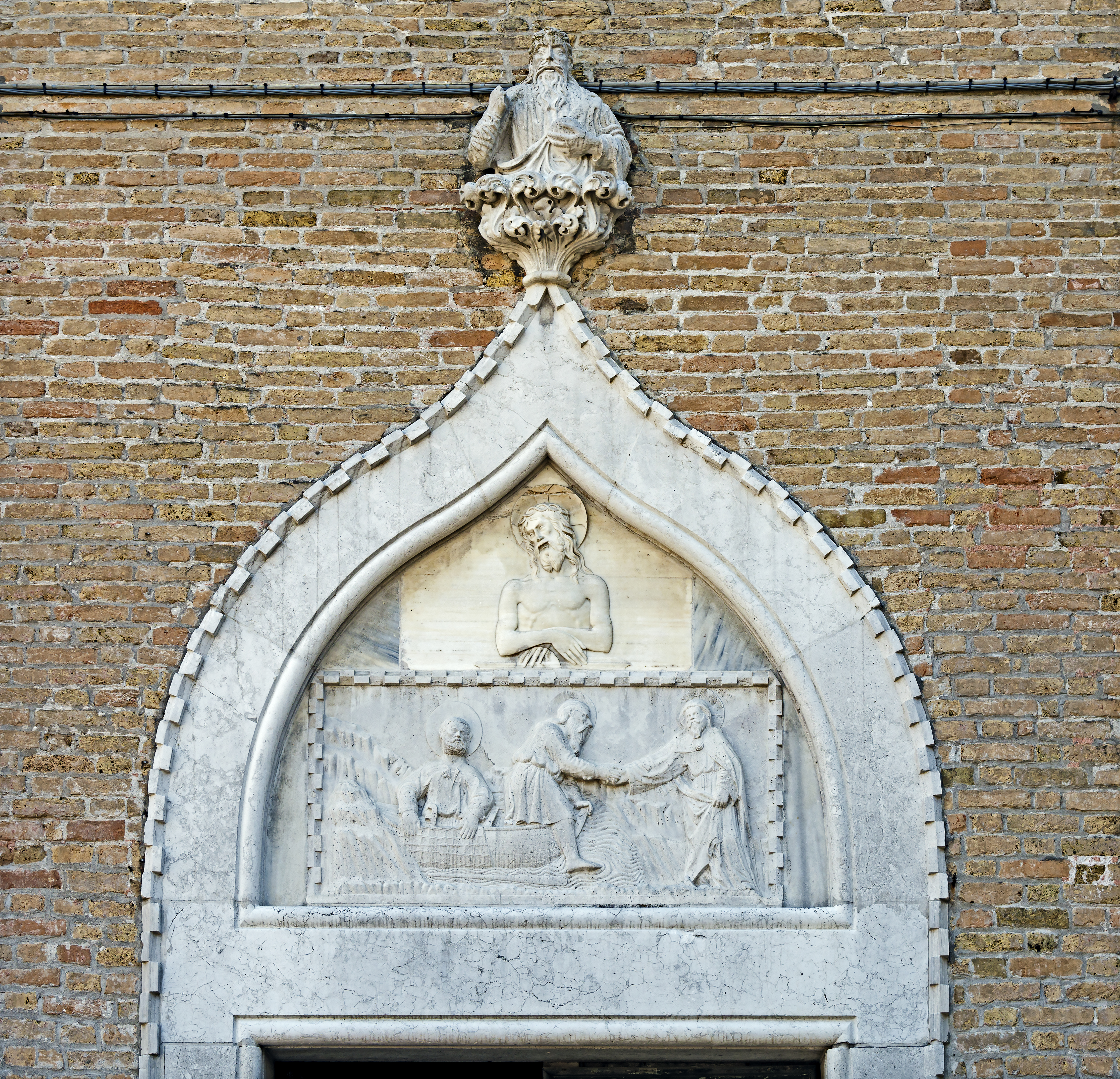

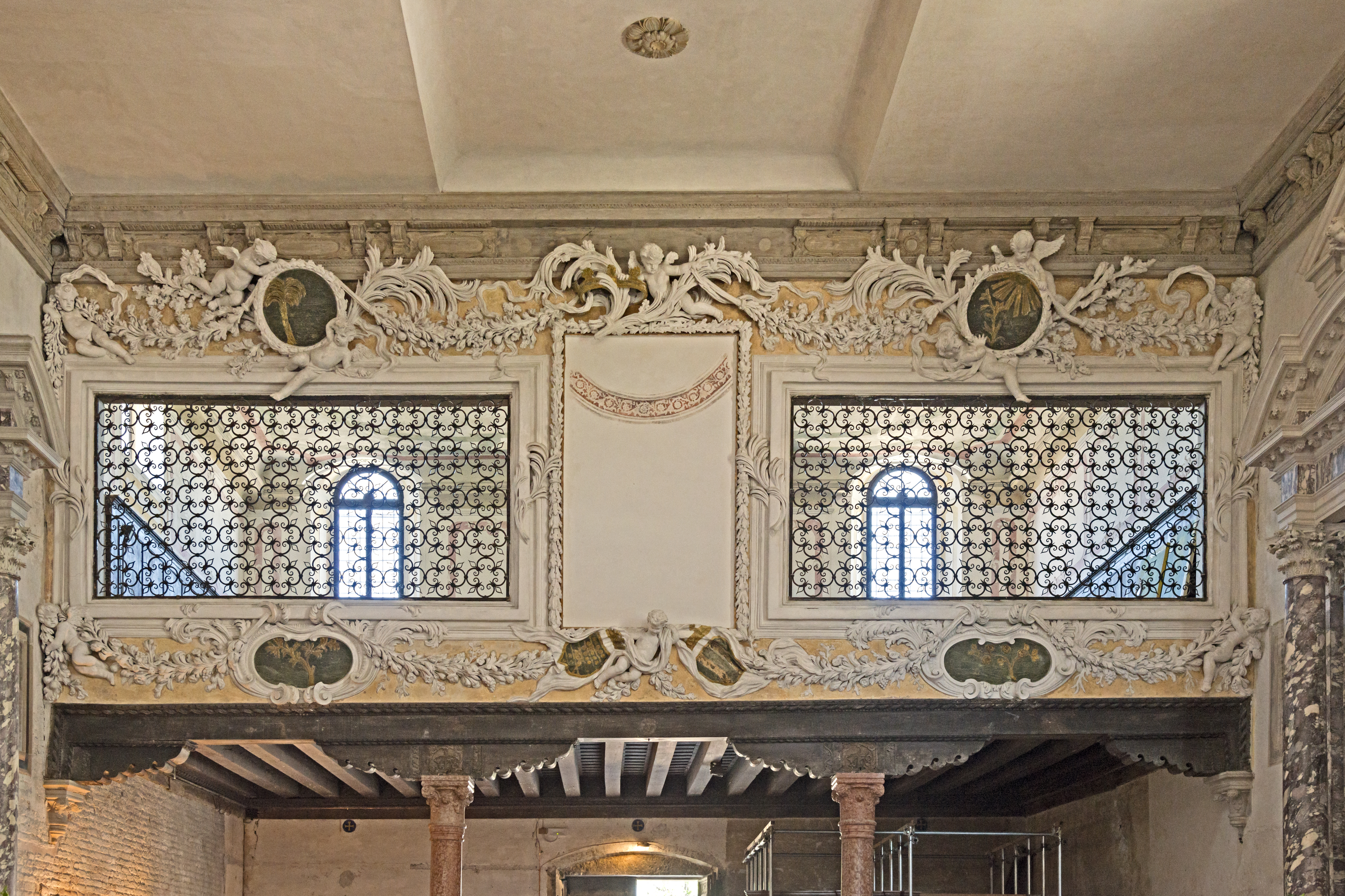
Nonnenchor – barco

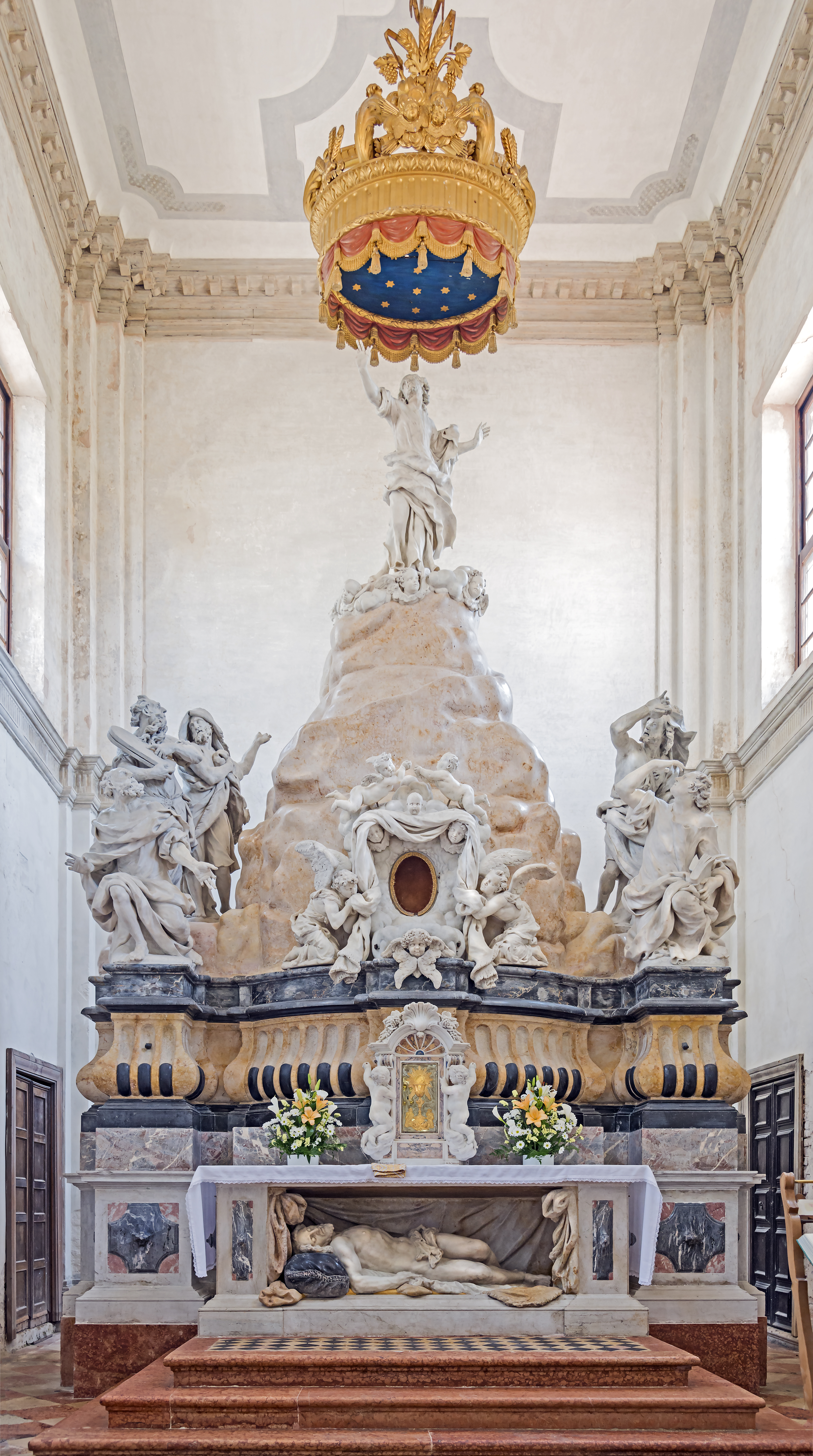
Altar von Josse de Corte

Die nordwestlich ausgerichtete Fassade steht am Campo Sant’Andrea. An der Nordostseite wird der Peoplemover zu den Fähren vorbeigeführt.
1479 wurde die Kirche umfangreich erneuert, wobei die gotische durch Pilaster dreigeteilte Fassade mit Blendbögen erhalten blieb. Die schlichte Fassadenarchitektur findet sich auch bei anderen venezianischen Kirchen wie Sant’Aponal und San Giovanni in Bragora. Das Tympanon des Hauptportals aus istrischem Stein enthält zwei Reliefs des 14. Jahrhunderts mit der Darstellung Christi als Schmerzensmann und der Berufung der Apostel Petrus und Andreas aus dem Fischerboot.
Das Innere besteht, wie für mittelgroße venezianische Kirchen Ende des 15. Jahrhunderts üblich, aus einem Kirchenschiff mit flacher Decke, einem gotischen Chor mit Stuck aus dem 17. Jahrhundert und einem Nonnenchor – barco – an der Kontrafassade mit original gotischen Holzsäulen.

## Ausstattung
Der Altar nebst Retabel aus der zweiten Hälfte des 17. Jahrhunderts wurde von dem flämischen Bildhauer Josse de Corte aus polychromem Marmor gefertigt. Er zeigt Christus auf dem Berg der Verklärung, flankiert von Mose und Elija und den Jüngern Petrus, Jakobus und Johannes. Weitere wichtige Ausstattungsstücke sind die Gemälde Toter Christus zwischen dem heiligen Karl Borromäus und Engeln von Domenico Tintoretto und der Hl. Augustinus mit zwei Engeln von Paris Bordone. Das Gemälde Veroneses vom heiligen Hieronymus befindet sich heute in den Gallerie dell’Accademia.